# Eoacanthocephala
Eoacanthocephala gromada kolcogłowów obejmuje gatunki mające podłużne kanały w naskórku o niewielkich średnicach, prawie równych kanałom okrężnym. Jądra komórkowe naskórka szczególnie duże, nieliczne przeważnie w liczbie 6. Tułów gładki lub pokryty kolcami, nie występuje pierścieniowanie. Układu wydalniczego brak. Dwa więzadła u samic. Gruczoły cementowe u samców jednolite. Pasożyty ryb, płazów i ssaków.